# Čisto pravi gusar
Čisto pravi gusar je slovenski mladinski pustolovski film in nadaljevanka iz leta 1987 v režiji Antona Tomašiča po scenariju Marcela Buha. 

## Zgodba
Deček Peter z družino preživlja počitnice v obmorskem mestu, kjer na podlagi pravljice snemajo otroški gusarski film. Ker se avtor pravljice ne strinja s scenarijem filma, ker ta preveč odstopa od njegovega dela, v jezi pravljico sežge. Ker nimajo več svoje pravljice, osebe iz nje pridejo v resnični svet. Glavna junaka pravljice, gusarski kapitan Florestano in njegov nasprotnik, guverner Alonso de Portez, se podata v lov za pisateljem, da bi spisal novo pravljico, katere konec bi odgovarjal enemu ali drugemu in pri tem povzročita številne zaplete.

## Igralci
- Janez Albreht kot pisatelj
- Ivo Ban kot prvi zidar / prvi vojak
- Rok Bogataj kot Mik
- Marijana Brecelj kot Petrova mati
- Slavko Cerjak kot Florestano / Boris
- Renata Filač kot tajnica
- Marjan Hlastec kot Petrov oče
- Janez Hočevar - Rifle kot drugi zidar / drugi vojak
- Brane Ivanc kot kritik
- Iztok Jereb kot miličnik
- Vesna Jevnikar kot Suzana / Mojca
- Roman Končar kot organizator
- Majča Korošaj kot Vesna / Sneguljčica
- Marko Miklavič kot Peter
- Marko Okorn
- Gorazd Perko
- Jožef Ropoša kot asistent
- Jurij Souček kot guverner / Toni
- Srečo Špik kot prvi palček
- Božo Šprajc
- Janez Starina kot miličnik
- Iztok Tory kot režiser
- Dare Valič kot duhovnik
- Polona Vetrih kot receptorka
- Jože Vunšek
- Judita Zidar kot natakarica

## Izdaje na nosilcih
- Čisto pravi gusar. videokaseta. Ljubljana : Andromeda, 1993
- Čisto pravi gusar. videokaseta. Ljubljana : Andromeda, 1996